# Paulogervaisia
Paulogervaisia — вимерлий рід ссавців, що належить до родини Didolodontidae. Його скам'янілі останки були знайдені в Південній Америці.

## Опис
Цей рід відомий лише за скам'янілими зубами, тому неможливо точно реконструювати його зовнішній вигляд. Порівнюючи із залишками більш відомих форм, таких як його родич Didolodus, можна зробити висновок, що Paulogervaisia могла досягати одного метра в довжину. Paulogervaisia характеризується тим, що третій верхній моляр має таку ж ширину, як другий, і метаконус у більш язиковій позиції, ніж параконус. Мезостиль був меншим, ніж у Didolodus. Третій нижній моляр мав ентоконід такого ж розміру, як гіпоконулід.

## Класифікація
Paulogervaisia є представником Didolodontidae, таємничої клади південноамериканських ссавців раннього кайнозою, точні спорідненості яких невідомі. Типовим видом є Paulogervaisia inusta, описаний Флорентіно Амегіно в 1901 році на основі скам'янілих останків із провінції Чубут в Аргентині в Патагонії. Амегіно описав два інших види з тієї ж формації; Lambdaconus mamma і L. porca, які зараз вважаються частиною Paulogervaisia, а пізніший — синонімом типового виду. Амегіно вважав, що Paulogervaisia був архаїчним представником хоботних, свого роду сполучною ланкою між цією групою і так званими «кондилартами». У 1948 році Джордж Гейлорд Сімпсон визнав його дидолодонтидом. 